# Сєверний (Юр'янський район)
Сє́верний (рос. Северный) — селище у складі Юр'янського району Кіровської області, Росія. Входить до складу Івановського сільського поселення.
Населення становить 236 осіб (2010, 403 у 2002).
Національний склад станом на 2002 рік — росіяни 95 %.